# オーストラリア (映画)
『オーストラリア』（Australia）はバズ・ラーマン監督の映画である。脚本はスチュアート・ビーティーとロナルド・ハーウッド。オーストラリアのスターのニコール・キッドマンとヒュー・ジャックマンが主役。撮影はシドニー、ダーウィン、カナナラとボーウェンで行われた。
2008年11月13日にオーストラリア、同年11月16日にアメリカ合衆国、同年12月から他の国で公開され、日本では2009年2月28日に公開された。

## あらすじ
第2次世界大戦勃発前、イングランド貴族のサラ・アシュレイ夫人（ニコール・キッドマン）は夫の最後の所有地である、オーストラリアの「ファラウェイ・ダウンズ」という牧場に向かっていた。1年も夫はロンドンに帰ってこないのだ。
オーストラリア北部の町、ダーウィンに水上機で着いた彼女を待っていたのは、バーで殴り合いの喧嘩をしていたカウボーイだった。ドローヴァー（牛追い）の名前でしか知られていないそのカウボーイ（ヒュー・ジャックマン）とともに一路ファラウェイ・ダウンズに向かうサラ。
しかし、彼女をファラウェイ・ダウンズで待っていたのは、夫の亡骸と荒れ果てた牧場だった。そこの管理人ニール・フレッチャーと、このあたりを牛耳り、アシュレイ家と敵対する大牧場主キング・カーニーが結託して、牛を盗んでいったのだった。彼女に残された道は、残った1500頭の牛を遠く離れたダーウィンの港へ持って行き、軍との食料用牛肉の契約をすることだけだった。
アボリジニの呪術師キング・ジョージに見守られながら、混血少年ナラたちとの旅が始まる。ようやく到着したダーウィンで牛の売買契約が軍とまとまる。カーニーは牧場を買い取りたいというが、サラは拒否。街でアボリジニ保護のための資金を集めるダンス・パーティが開かれ、サラとドローヴァーは互いに惹かれあう。ナラとの3人の生活が始まるが、感情のすれ違いが起こり、ドローヴァーはサラのもとを去る。キング・ジョージと成人儀式で旅に出ていたナラが警察に捕えられ、サラはダーウィンに向かうが、第二次大戦が勃発。ナラのいるミッション・アイランドは日本軍の最初の攻撃目標で、ドローヴァーはサラとナラを救うために向かう。戦火の中で3人は再会。サラの夫を殺した真犯人の魔の手もキング・ジョージが阻止する。こうして3人は新たな関係へと踏み出していく。

## 登場人物
レディ・サラ・アシュレイ
演 - ニコール・キッドマン、日本語吹替 - 岡寛恵
イングランド貴族。オーストラリア北部の牧場「ファラウェイ・タウンズ」を亡き夫から相続した。
ドローヴァー
演 - ヒュー・ジャックマン、日本語吹替 - 山路和弘
野性味あふれるオーストラリア人のカウボーイ。本名は劇中では不明。レディ・サラ・アシュレイから道案内として雇われた。アボリジニの女性と結婚していたことがあるため、白人社会からは異端視されている。
ニール・フレッチャー
演 - デビッド・ウェナム、日本語吹替 - 牛山茂
レディ・サラ・アシュレイの牧場の支配人。実はキング・カーニーの手先で卑劣な男。サラに対してなおも執拗に土地建物を押し買いしようとし、ナラを殺そうとするが、ナラの近親者に討たれて死ぬ。
キング・カーニー
演 - ブライアン・ブラウン、日本語吹替 - 小川真司
北オーストラリア一帯の大半の土地を所有している大地主。戦争を利用して一儲けを企む。
キプリング・フリン
演 - ジャック・トンプソン、日本語吹替 - 宝亀克寿
アルコール中毒の老会計士。
ナラ
演 - ブランドン・ウォルターズ、日本語吹替 - 木村亜希子
「ファラウェイ・タウンズ」の使用人の子で、白人とアボリジニとのハーフの少年。ダーウィンへの旅でサラと同行する。実の父親は不明だったが、後半である人物であることが明かされる。
キング・ジョージ
演 - デイヴィッド・ガルピリル
アボリジニの老人でナラの祖父。どこからともなく現れナラを見守る。「ガラパ」と呼ばれるアボリジニの呪術師。
キャサリン・カーニー
演 - エッシー・デイヴィス
キング・カーニーの娘。物語後半でフレッチャーと結婚。
マガリ
演 - デヴィッド・ングームブージャラ、日本語吹替 - 石住昭彦
ダットン大尉
演 - ベン・メンデルソーン、日本語吹替 - 大滝寛
バーカー博士
演 - ブルース・スペンス、日本語吹替 - 仲野裕
- その他の日本語吹き替え：丸山壮史、田原アルノ、堀越真己、ふくまつ進紗、小林美奈、沢木郁也、谷昌樹、加納千秋、定岡小百合、森夏姫、髙橋耕次郎、小室正幸、北川勝博、櫛田泰道、深津智義、勝沼紀義、石川綾乃、設楽麻美、木村はるか

## 製作の背景
2005年5月、ラッセル・クロウとニコール・キッドマンが直接20世紀フォックスにバズ・ラーマン監督、映画脚本作家スチュアート・ビーティーによる映画の出演交渉に赴いた。だが、ラッセル・クロウは出演できず、ヒュー・ジャックマンが出演することになった。
製作に取り掛かったのは2006年9月だが、予算などの問題で2007年2月から始まった。ニコール・キッドマンは当時妊娠中であったが降板せず、撮影を無事終えた。

## 史実との差異
日本軍がオーストラリアに上陸し、子供を救いに来たオーストラリア人（アボリジニ）を取り囲み殺すシーンがあるが、これはフィクションである。日本軍は継続的にダーウィンを空爆し、その沖合70キロにある「伝道の島（Bathurst Island)」も攻撃したことがあるが、オーストラリア大陸には上陸していない。

## 評価

### 興行収入
北米では2642館で公開され、約1400万ドルで初登場5位を記録。
オーストラリアでは国内最大の643館で公開され、約40万オーストラリア・ドルで初登場1位を記録。2009年2月現在で約3679万オーストラリア・ドルの興行となり、オーストラリアでの2番目に高い興行収入となっている。

### 賞歴
受賞
- サテライト賞：美術賞、撮影賞、視覚効果賞

ノミネート
- アカデミー賞：衣装デザイン賞